# Road Atlanta
Le Road Atlanta, officiellement nommé Michelin Raceway Road Atlanta est un circuit de sports mécaniques long de 4,088 km et situé à Braselton, en Géorgie aux États-Unis.
Il accueille, entre autres, des épreuves des catégories American Le Mans Series et AMA Superbike Championship. L'épreuve Petit Le Mans des American Le Mans Series a lieu sur ce circuit.

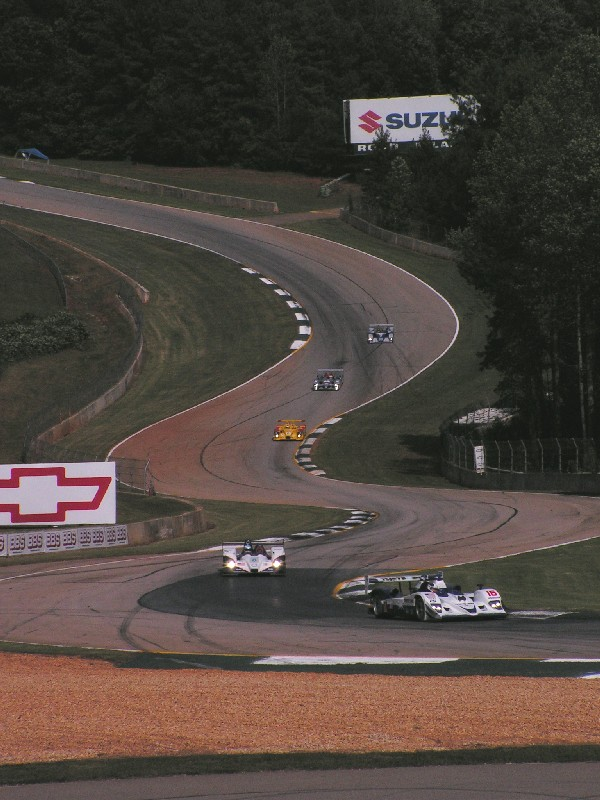
Petit Le Mans 2006
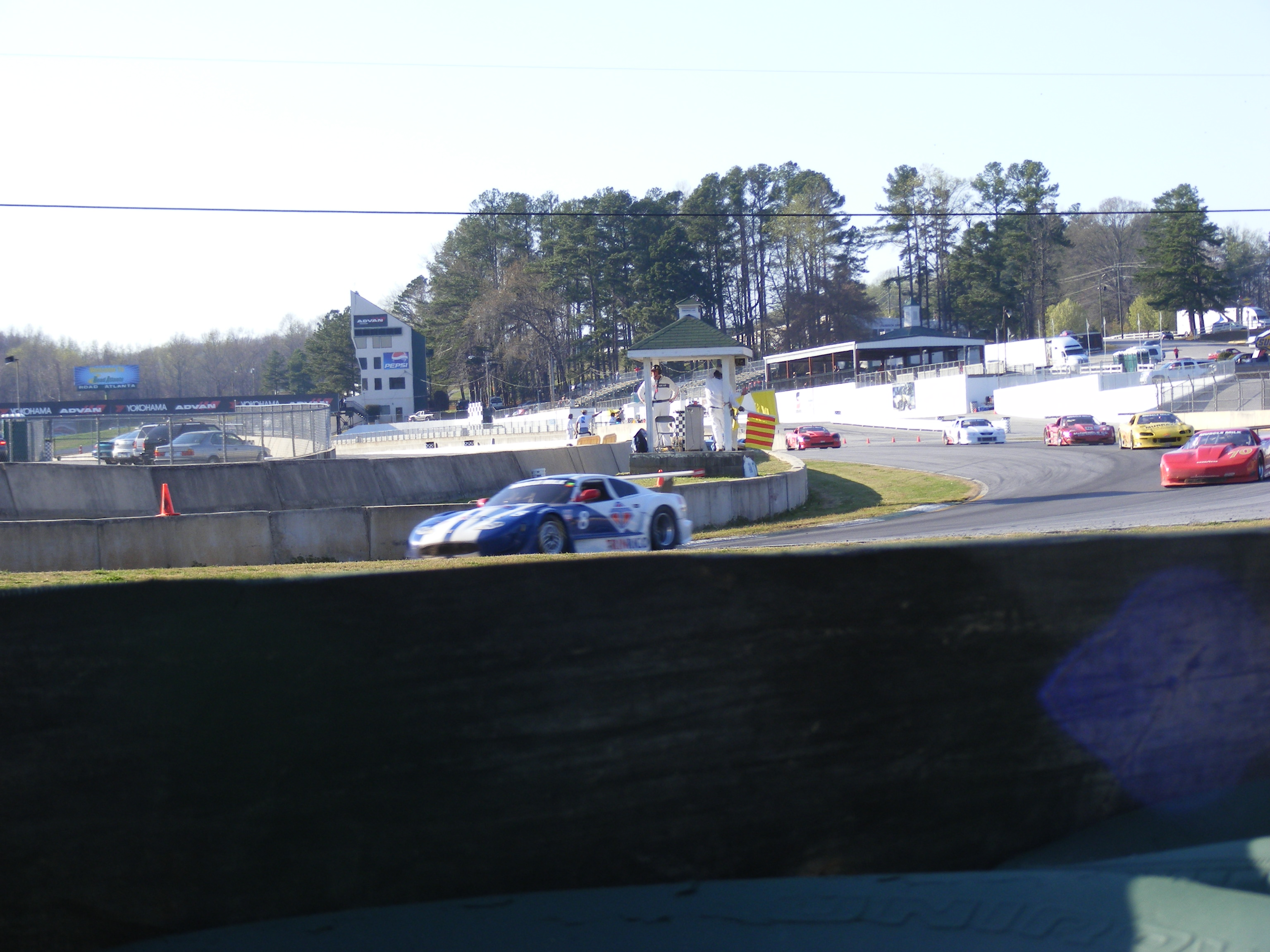
Trans Am 2009
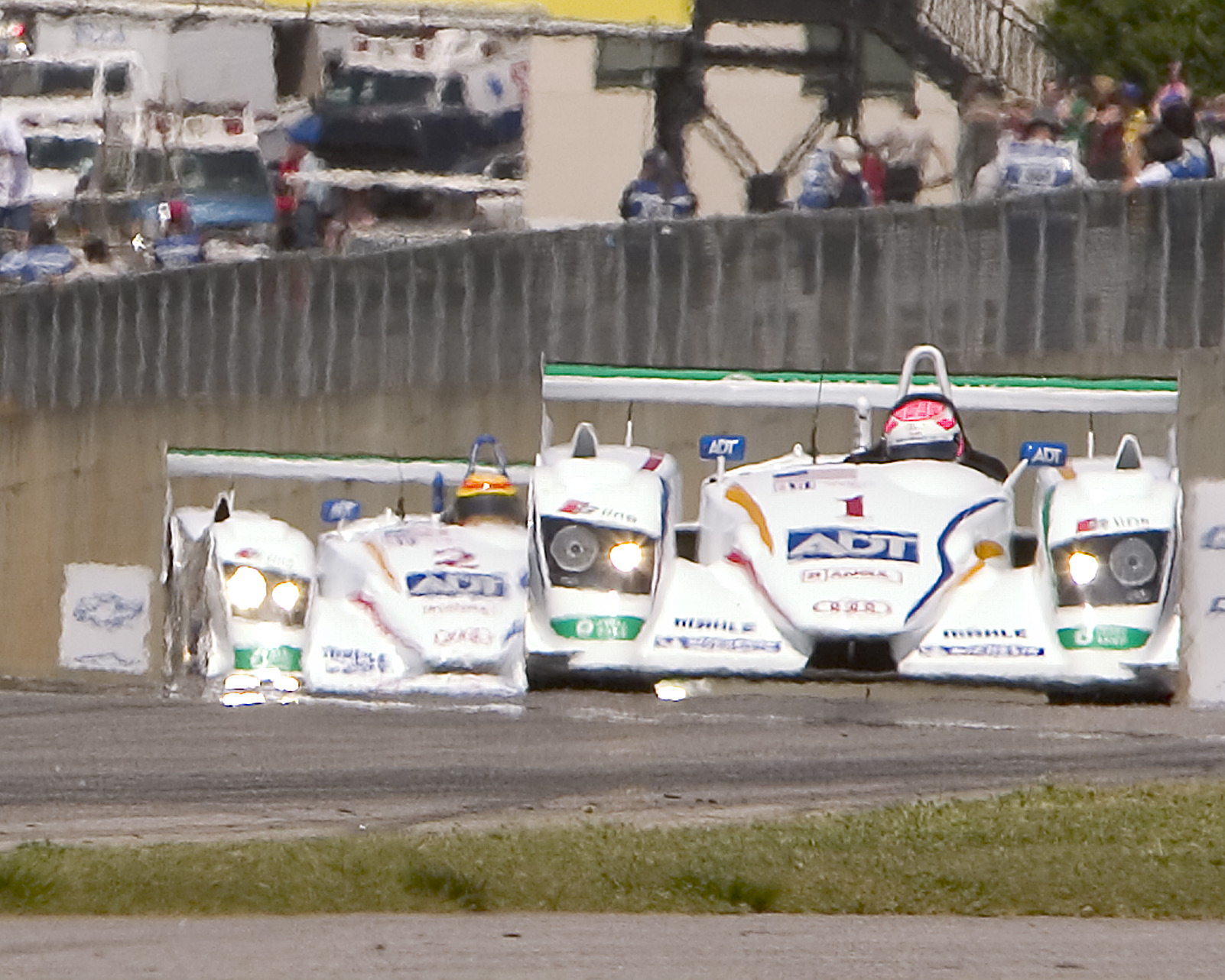
Grand Prix d'Atlanta 2005